# クラウス・ルーメル
クラウス・ルーメル（Klaus Luhmer、出生時の名前はNiklaus、1916年9月28日、ケルン - 2011年3月1日）は、ドイツ人のイエズス会修道士、教育学者であり、広島原爆の被爆者。

## 生涯
クラウス・ルーメルは、1935年ボンのギムナジウムを卒業後、同年4月18歳でイエズス会北ドイツ管区に入会。オランダ領イエズス会北ドイツ管区修練院で修練を積んだ後、修練士として、同僚4名とともにシベリア、満州を経て、1937年2月、来日。下関に着き、東京の上智大学に入り日本語を学んだ。1945年8月6日、広島に原子爆弾が投下され、彼が住んでいた長束修練院（広島市安佐南区長束西、現・イエズス会聖ヨハネ修道院）は、爆心地から4kmしか離れていなかった。
とルーメルは自身の日本語で書かれた日記の中で回想している。
彼はその日のことを「生存のどん底」と語った。彼はその惨劇の中を生き延び、被爆したフーゴ・ラッサール神父（後に広島市名誉市民、1990年死去）らを担架で運び、修練院へ逃げてきたやけどの市民をペドロ・アルペ院長（1991年死去）と治療した。
彼はその後も日本に留まり、教育学の教授となり、その後東京の上智大学の理事長になった。 1960年代半ばから、ケルン司教区の後援でのケルン大学の学生使節の日本訪問をきっかけとして、ケルン大学との学生交流に力を注いだ。
ルーメルは、日本モンテッソーリ協会の会長で、東京ではドイツ語を話すカトリック神父の一人であった。
彼は、社会福祉の領域で活動し、特に虐待された児童や身寄りのない独居老人などの支援を行った。また、東京の司教区とケルンのそれとの間の日独の交流にも尽力し、ヨアヒム・マイスナー枢機卿から、ケルン司教区の初代司教マーテルヌスの名を冠した栄誉牌を授与されその行為を讃えられた。  また、彼は東京の日独協会の顧問としても活躍し、更にドイツの東アジア自然誌民族学学会の賛助会員でもあった。 
数多くの栄誉に加えて、彼はドイツ連邦共和国功労勲章の受賞者であった。

## 著書
- 『モンテッソーリ教育の道』学苑社、1993年
- 『カトリック信仰を生きる』聖母の騎士社、2003年
- 『ルーメル神父 来日68年の回想』学苑社、2004年
- 『モンテッソーリ教育の精神』学苑社、2004年

## 翻訳
- E.M.スタンディング『モンテソーリの発見―人間らしく育つ権利』エンデルレ書店、1975年
- 『モンテッソーリの教育法―基礎理論』エンデルレ書店、1987年
- マリア・モンテッソーリ『モンテッソーリ教育法 子ども‐社会‐世界』ドン・ボスコ社、1996年
- マリア・モンテッソーリ『児童期から思春期へ―モンテッソーリの一貫教育』玉川大学出版部、1997年
- マリア・モンテッソーリ『モンテッソーリ教育の実践理論―カリフォルニア・レクチュ』サンパウロ、2010年